# Бьюкенен, Джеймс
Джеймс Бьюке́нен (англ. James Buchanan [ˈd͡ʒeɪmz bjuːˈkænən]; 23 апреля 1791, Коув-Гэп, Пенсильвания — 1 июня 1868, Ланкастер, Пенсильвания) — американский политический и государственный деятель, 15-й президент США от партии демократов в 1857—1861 годах, последний перед расколом Севера и Юга и Гражданской войной в США. Согласно консенсусу историков и социальным опросам, традиционно считается худшим из президентов США за всю историю.

## Дипломатическая карьера
Джеймс Бьюкенен родился в многодетной семье фермера, выходца из Ольстера. Получив юридическое образование в колледже, во время Англо-Американской войны он работал адвокатом. Единственный из всех президентов США холостяк: потеряв в юности невесту, он решил никогда не жениться. В 1814—1816 годах Бьюкенен — депутат парламента штата Пенсильвания. В 1831 году Бьюкенен был назначен посланником при петербургском Дворе и заключил первый торговый договор между Россией и Соединёнными Штатами. По возвращении на родину (1833), Бьюкенен был избран от Пенсильвании в вашингтонский сенат. Здесь Бьюкенен держался примирительного направления между аболиционистами и рабовладельцами, но защищал независимость отторгнутого от Мексики рабовладельческого Техаса. С 1836 по 1841 год был председателем сенатского Комитета по международным отношениям. В президентство Полка (из партии южан), кандидатуру которого Бьюкенен поддерживал, он был назначен государственным секретарём США (1845—1849). Во время его управления вопрос о Техасе привёл к войне с Мексикой, а конфликт с Англией относительно территории Орегона был улажен соглашением, в котором северо-восточной границей Штатов определена 49 параллель. В 1849 году Бьюкенен принял пост посланника в Лондоне. В следующем году Бьюкенен был членом Остендской конференции, провозгласившей право Соединённых Штатов на присоединение острова Кубы путём покупки или завоевания. Рабовладельческая партия желала этим оградить себя от опасности, угрожавшей её интересам в том случае, если бы испанцы приступили к освобождению чернокожих рабов.

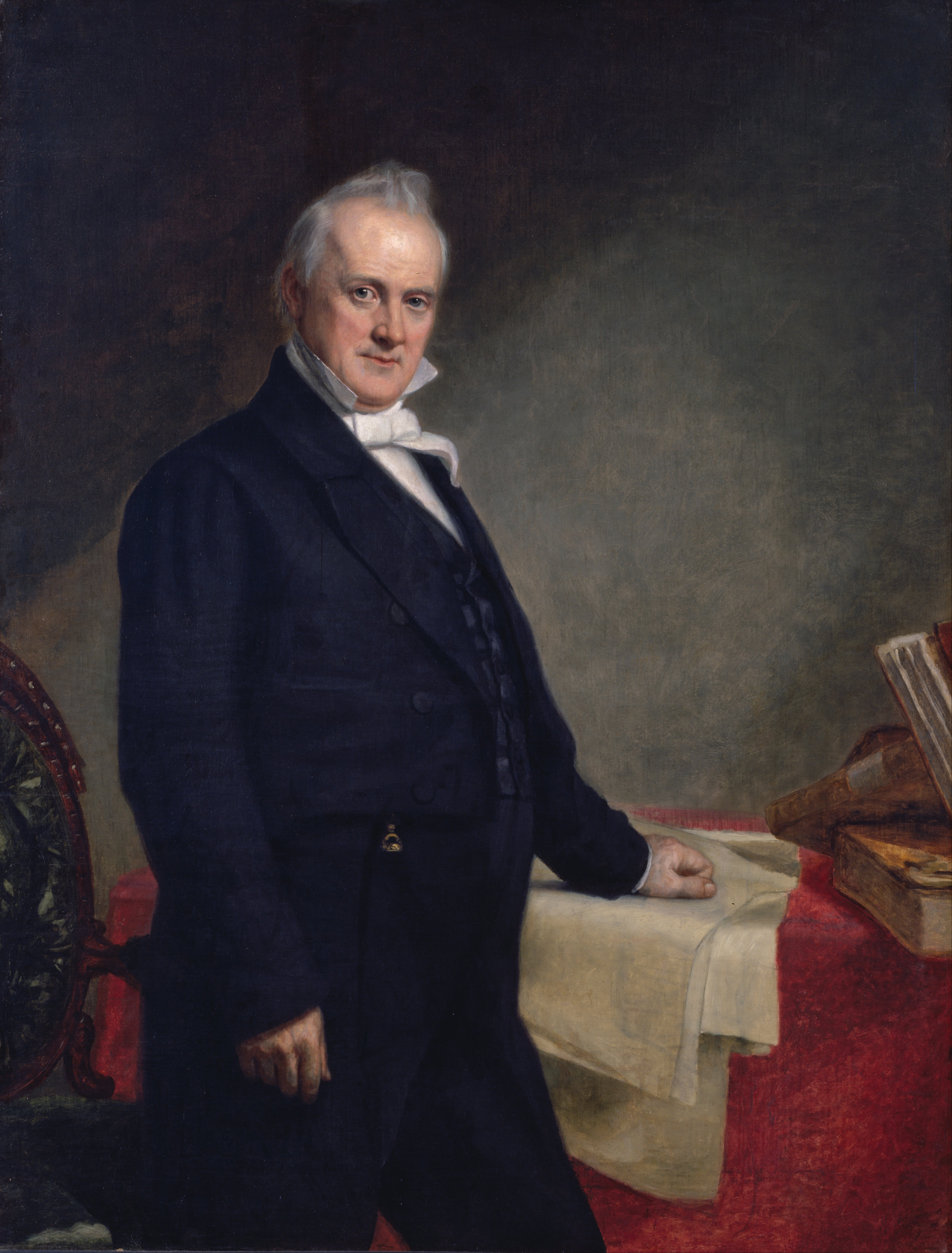

## Президентство
В 1856 году Бьюкенен был избран как кандидат демократов (южан) в президенты США. Благодаря тому, что он отсутствовал во время жарких прений в конгрессе в 1854 году по поводу билля о Канзасе-Небраске, которые разожгли страсти во всей стране и резко поставили друг против друга две враждебные партии, Бьюкенен ещё мог некоторое время держаться неопределённого направления, стремясь если не устранить, то отсрочить надвигавшийся разрыв между Севером и Югом. Став на сторону Юга, он стремился прекратить агитацию против рабства. Бьюкенен утверждал, что не видит никакой правовой возможности насильно удерживать штаты в Союзе. Таким образом, он пассивно наблюдал, как из Союза вышла Южная Каролина, которая впоследствии вместе с шестью другими штатами образовала Конфедеративные Штаты Америки.

## Последствия и смерть
Во время войны Бьюкенен вернулся в родную Пенсильванию. В прессе его часто обвиняли в нерешительности, приведшей к расколу Союза, а иногда даже в предательстве. 1 июня 1868 года Бьюкенен умер. В 1866 году, в особом сочинении Бьюкенен пытался защитить свою политику. Попытку смягчить суровый приговор современников над Бьюкененом сделал также автор Кёртис в своём сочинении «Life of J. В.» (2 т., 1883).

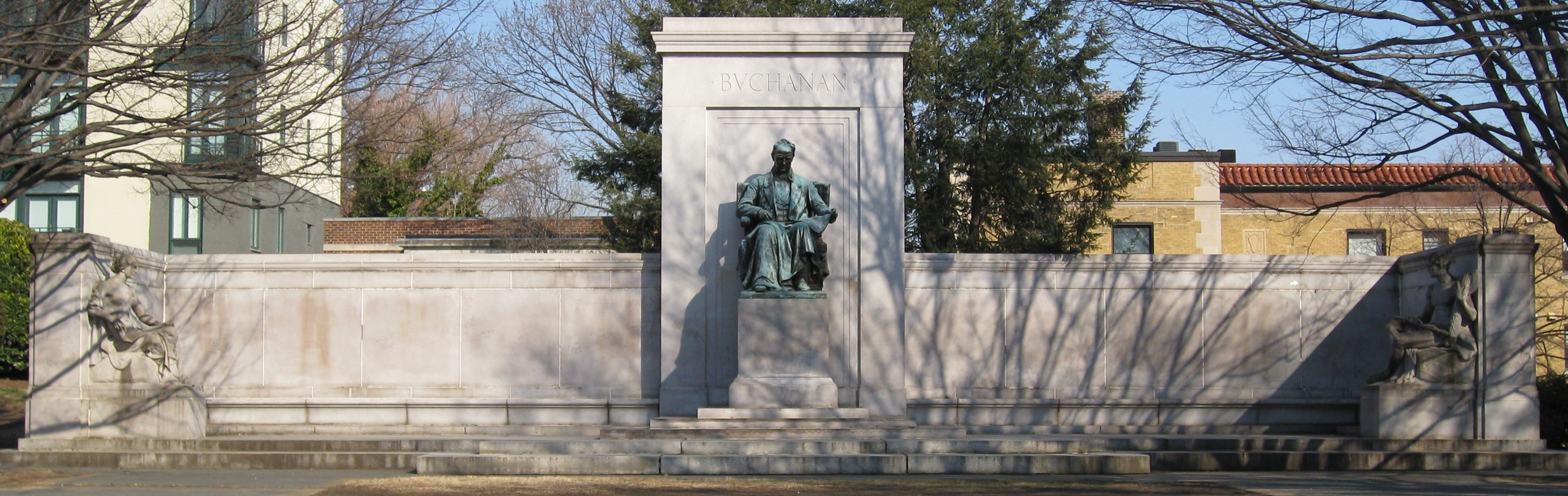

## Личная жизнь
Бьюкенен был и остаётся единственным президентом США, никогда не состоявшим в браке. В 1819 году он был непродолжительное время помолвлен с Энн Кэролайн Коулмэн, дочерью богатого металлурга. Коулмэн разорвала помолвку после ряда слухов, что Бьюкенен неверен ей и женится на ней из-за её богатой семьи. После её смерти в конце того же года Бьюкенен не вступал в отношения до самой своей смерти. Во время его президентства обязанности Первой леди исполняла его племянница Харриет Лэйн.
До назначения на должность президента у Бьюкенена была близкая дружба с Уильямом Руфусом Кингом, сенатором от Алабамы. Они жили вместе в частном доме и посещали светские мероприятия, что становилось поводом для спекуляций о сексуальной ориентации мужчин. Эндрю Джексон называл Кинга «мисс Нэнси», а генеральный почтмейстер США Аарон В. Браун описывал Кинга как «жену» и «лучшую половину» Бьюкенена. Историки разделяются во мнении, был ли Бьюкенен гомосексуалом или нет: Джеймс Ловен, Роберт Уотсон и Шелли Росс высказывали такое предположение, в то время как Джин Бейкер предполагала, что президент либо был асексуален, либо воздерживался от любых романтических отношений.